# Le Courrier du roy
 (mars 2021).
Le Courrier du roy est une série télévisée jeunesse historique québécoise en 124 épisodes de 30 minutes en noir et blanc diffusée entre le 9 octobre 1958 et le 12 juin 1961 à la Télévision de Radio-Canada.

## Synopsis
Cette émission montre les aventures d'un courrier à l'époque de la Nouvelle-France. Aidé de son compagnon amérindien Kiwi, il parcourt le territoire pour livrer des messages importants aux autorités. Il doit livrer bataille aux Anglais et aux Iroquois.

## Fiche technique
- Scénariste : Réginald Boisvert
- Réalisation : Pierre Desroches
- Société de production : Société Radio-Canada

## Distribution
- Albert Millaire : Michel LeNeuf
- Pierre Boucher : Vaudreuil
- Guy Hoffmann : François Bigot
- Paule Bayard : Perle des bois
- Julien Bessette : M. Dupresmal
- Marcel Cabay : Le capitaine
- François Cartier : Mathieu
- Yvon Deschamps : Maniki
- Yvon Dufour : Colas
- Roger Garceau : Secrétaire du ministre
- Jacques Godin : Longshot
- Georges Groulx : Le mousquetaire
- François Guillier : Masson
- Monique Joly : Hermine
- Monique Lepage : Madame de Pompadour
- Jacques Lorain : Larue
- Yves Létourneau : Montcalm
- Yves Massicotte : Vélin
- Marthe Mercure : Frimousse
- Janine Mignolet : Angélique
- Jean-Pierre Morel : Kiwi
- Jean-Louis Paris : Planton
- Robert Rivard : Michaud
- Lionel Villeneuve : Derais
- Jacques Zouvi : Comparse de Mathieu
- Victor Désy : rôle inconnu